# 마두라어
마두라어는 인도네시아 마두라섬과 자와섬 동부에 거주하는 마두라족 사람들의 언어이다. 이웃한 캉에안 제도와 사푸디 제도에서도 쓰이고, 마두라족이 이주한 인도네시아의 다른 지역에서도 쓰인다. 대표적으로 자와섬 동부(파수루안, 수라바야, 말랑, 바뉴왕이 포함), 마살렘부 제도, 칼리만탄 지역 등이 있다. 캉에안 방언은 별개의 언어로 보기도 한다. 마두라어는 전통적으로 자와 문자로 적었지만 오늘에는 로마자나 (아랍 문자에 바탕을 둔) 페곤 문자가 더 흔히 쓰인다. 사용 인구는 줄어드는 추세이지만 약 800~1,300만 명으로 추정되며 인도네시아에서 가장 많이 쓰이는 언어 중 하나이다. 마두라어의 바웨안 방언은 바웨안섬 혈통의 말레이시아인과 싱가포르인들도 사용한다.
마두라어는 오스트로네시아어족의 말레이폴리네시아어파에 속한다.

## 음운론

### 모음
|        | 전설 | 중설 | 후설 | 후설 |
| 비원순 | 전설 | 중설 | 원순 |      |
| ------ | ---- | ---- | ---- | ---- |
| 고모음 | i ꦆ  | ɨ ꦆ  |      | u ꦈ  |
| 중모음 | ɛ ꦌ  | ə ꦄꦼ  | ɤ ꦄꦼꦴ  | ɔ ꦎ  |
| 저모음 |      | a ꦄ  |      |      |

### 자음
|        |           | 순음 | 치음/ 치경음 | 권설음 | 경구개음 | 연구개음 | 성문음 |
| ------ | --------- | ---- | ------------ | ------ | -------- | -------- | ------ |
| 비음   | 비음      | m ꦩ  | n̪ ꦤ          | ɳ ꦟ    | ɲ ꦚ      | ŋ ꦔ      |        |
| 파열음 | 무성 무기 | p ꦥ  | t̪ ꦠ          | ʈ ꦛ    | c ꦕ      | k ꦏ      | ʔ      |
| 파열음 | 유성 무기 | b ꦧ  | d̪ ꦢ          | ɖ ꦣ    | ɟ ꦗ      | ɡ ꦒ      |        |
| 파열음 | 무성 유기 | pʰ ꦧ | t̪ʰ ꦢ         | ʈʰ ꦣ   | cʰ ꦗ     | kʰ ꦒ     |        |
| 파열음 | 유성 유기 | bʱ ꦥ | d̪ʱ ꦠ         | ɖʱ ꦛ   | ɟʱ ꦕ     | ɡʱ ꦏ     |        |
| 마찰음 | 마찰음    |      | s ꦱ          |        |          |          | h ꦲ    |
| 전동음 | 전동음    |      | r ꦫ          |        |          |          |        |
| 접근음 | 설중      |      |              |        | j ꦪ      | w ꦮ      |        |
| 접근음 | 설측      |      | l ꦭ          |        |          |          |        |

마두라어는 무성 유기음, 무성 무기음, 유성 유기음, 유성 무기음이 대립하기 때문에 이웃한 언어들보다 자음의 수가 많다. 자와어와 비슷하게 마두라어는 치음과 권설음을 구별한다.

## 형태론
마두라어는 명사의 복수형을 첩어로 나타낸다. 기본 어순은 SVO형이다. 부정은 동사, 형용사, 또는 명사구 앞에 부정 불변화사를 두어 나타낸다. 다른 비슷한 언어들과 마찬가지로 부정의 종류에 따라 다른 불변화사를 사용한다.

## 어휘 비교
| 마두라어 | 인도네시아어 | 한국어 |
| -------- | ------------ | ------ |
| lalake   | laki-laki    | 남자   |
| babine   | perempuan    | 여자   |
| iya      | iya          | 예     |
| enja     | tidak        | 아니오 |
| aeng     | air          | 물     |
| are      | matahari     | 해     |
| matah    | mata         | 눈     |
| engko    | aku/saya     | 나     |
| be'na    | kamu/engkau  | 너     |

### 수사
| 마두라어 | 인도네시아어 | 한국어 |
| -------- | ------------ | ------ |
| settong  | satu         | 하나   |
| dhue'    | dua          | 둘     |
| tello    | tiga         | 셋     |
| empa'    | empat        | 넷     |
| lema'    | lima         | 다섯   |
| enem     | enam         | 여섯   |
| petto'   | tujuh        | 일곱   |
| bellu'   | delapan      | 여덟   |
| sanga'   | sembilan     | 아홉   |
| sapolo   | sepuluh      | 열     |

## 예문
다음은 세계 인권 선언 제 1조의 내용이다.
Sadajana oreng lahir mardika e sarenge drajat klaban hak-hak se dha-padha. Sadajana eparenge akal sareng nurani ban kodu areng-sareng akanca kadi taretan.
“모든 인간은 태어날 때부터 자유로우며 그 존엄과 권리에 있어 동등하다. 인간은 천부적으로 이성과 양심을 부여받았으며 서로 형제애의 정신으로 행동하여야 한다.”

## 참고 문헌
- Davies, William D. 2010. A grammar of Madurese. Berlin: De Gruyter Mouton.